# Subkortikal
Das Adjektiv subkortikal (englisch subcortical) bedeutet wörtlich ‚unter der Rinde‘ (lateinisch cortex ‚Rinde‘). Es wird in der Medizin mit Bezug auf die Großhirnrinde (lateinisch Cortex cerebri) verwendet und bezeichnet Hirnregionen unterhalb der Großhirnrinde, also Regionen im Marklager oder im Hirnstamm, sowie Strukturen in diesen Gehirnregionen.
Außerdem werden Erscheinungen als subkortikal bezeichnet, die mit den subkortikalen Gehirnregionen in Verbindung stehen oder diese betreffen, zum Beispiel subkortikale Demenzen oder subkortikale Läsionen.